# هينريتش براندت
هينريتش براندت (بالألمانية: Heinrich Brandt)‏ هو رياضياتي ألماني، ولد في 8 نوفمبر 1886 في Feudingen ‏ في ألمانيا، وتوفي في 9 أكتوبر 1954 في هاله في ألمانيا.